# 257-ма піхотна дивізія (Третій Рейх)
257-ма піхотна дивізія (Третій Рейх) (нім. 257. Infanterie-Division) — піхотна дивізія Вермахту за часів Другої світової війни.

## Історія
257-ма піхотна дивізія сформована 26 серпня 1939 в Карлсгорсті в III-му військовому окрузі (нім. Wehrkreis III) під час 4-ї хвилі мобілізації Вермахту.

## Райони бойових дій
- Німеччина (серпень 1939 — травень 1940);
- Франція (травень — червень 1940);
- Генеральна губернія (червень 1940 — червень 1940);
- СРСР (південний напрямок) (червень 1941 — вересень 1942);
- Франція (вересень 1942 — квітень 1943);
- СРСР (південний напрямок) (квітень 1943 — жовтень 1944).

## Командування

### Командири
- генерал-лейтенант Макс фон Фібан (нім. Max von Viebahn) (26 серпня 1939 — 1 березня 1941);
- генерал-лейтенант Карл Закс (нім. Karl Sachs) (1 березня 1941 — 1 травня 1942);
- генерал-майор Карл Гюмбель (нім. Karl Gümbel) (1 — 30 травня 1942);
- генерал-лейтенант Карл Пюхлер (нім. Carl Püchler) (1 червня 1942 — 5 листопада 1943);
- генерал-лейтенант барон Антон Райхард фон Маухенгайм (нім. Anton Reichard Freiherr von Mauchenheim) (5 листопада 1943 — 2 липня 1944);
- генерал-майор Фрідріх Блюмке (нім. Friedrich Blümke) (5 липня — 24 серпня 1944), поранений в бою.